# Ємен ЗПГ
Ємен ЗПГ — завод із зрідження природного газу, розташований на південному узбережжі Ємену в мухафазі (провінції) Шабва.
На початку 21 століття виник проєкт спорудження потужностей із виробництва ЗПГ на основі запасів газу родовищ провінції Маріб. Це, зокрема, допомогло б забезпечити додатковими надходженнями бюджет країни, який почав страждати від нестатку нафтових доходів. Підтверджені запаси Марібу оцінювались на той момент у 258 млрд.м3 газу, що було цілком достатньо для окупності проєкту.
Для розміщення заводу обрали Балгаф, у 200 км на південний захід від Мукалли та в 320 км від зони родовищ Марібу. З останніми Ємен ЗПГ з'єднав трубопровід «Маріб—Балгаф» діаметром 900 мм. Основою заводу стали дві лінії із зрідження газу загальною потужністю 6,7 млн.т на рік (біля 9,4 млрд.м3). Зберігання продукції забезпечують два резервуари ємністю по 140000 м3, тоді як відвантаження можливе на газовози місткістю від 70000 до 205000 м3. Комплекс об'єкту включає власну електростанцію, установку опріснення води та потужності з генерації пари, що забезпечує технологічну незалежність заводу.
Ємен ЗПГ ввели в експлуатацію у 2009 році. Проєкт реалізований консорціумом у складі французької Total (39.62 %), американської Hunt (17,22 %), південнокорейських SK, KOGAS та Hyundai (9,55 %, 6 % та 5,58 % відповідно), а також місцевих Yemen Gas Company (16,73 %) і пенсійного фонду (5 %). Він був розрахований на роботу з нормальним завантаженням щонайменше протягом 20 років. Втім, в 2015 році з розгортанням у Ємені повномасштабної громадянської війни робота підприємства була призупинена.